# دنباله‌دار

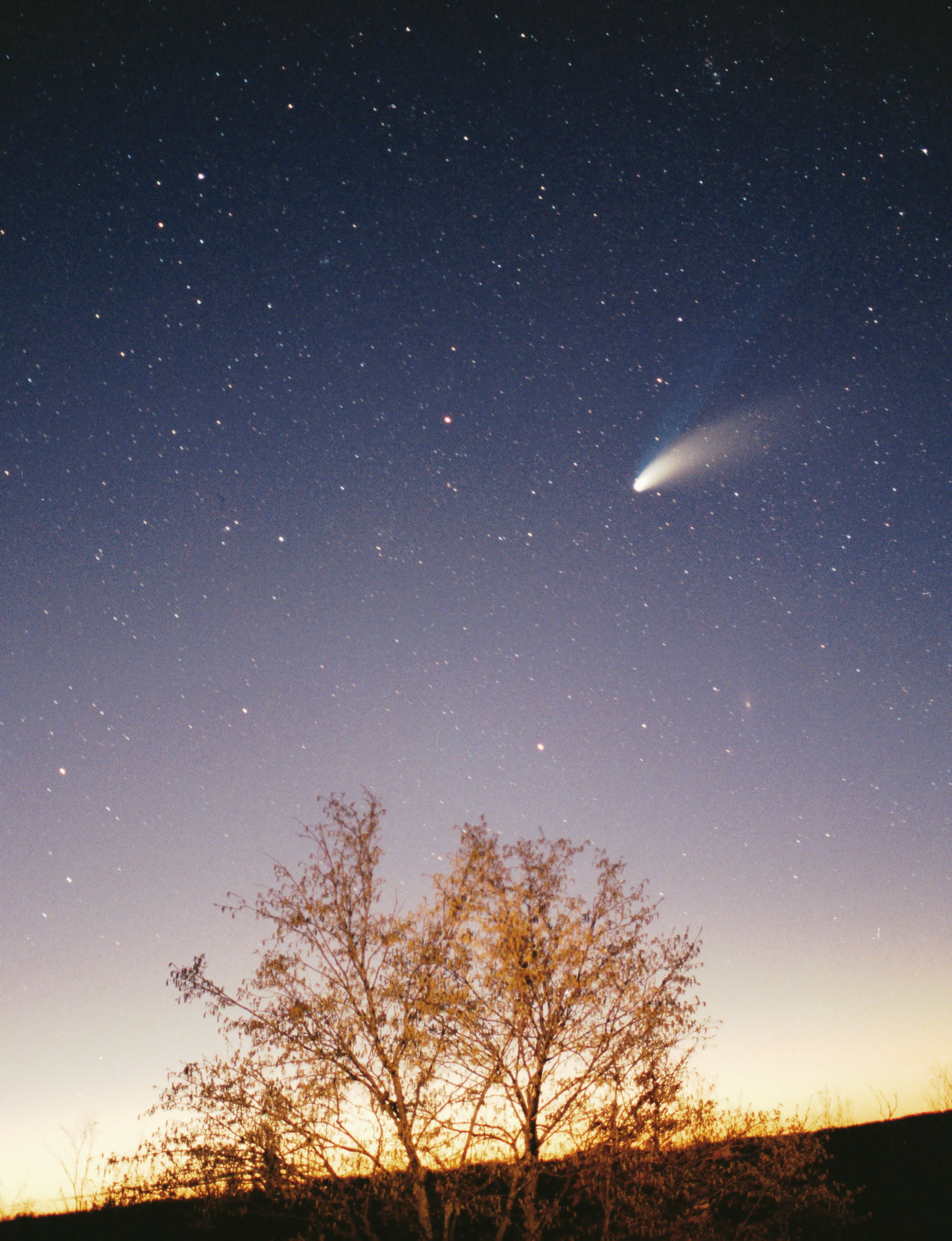
نمایی از دنباله‌دار هیل-باپ در پازین، کرواسی در سال ۱۹۹۷

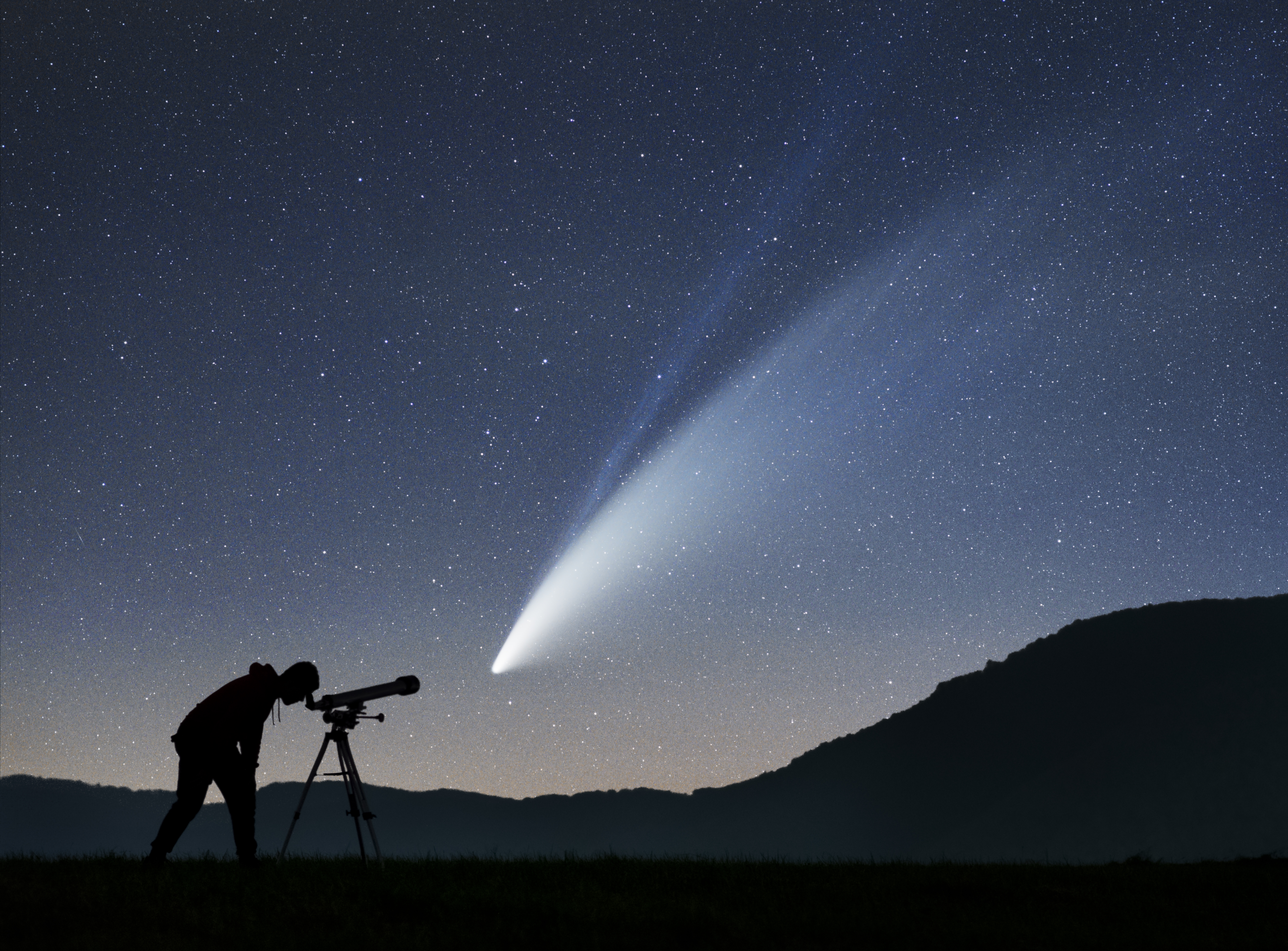
تصویری از دنباله‌دار نئووایز در اوت ۲۰۲۰ که توسط یک عابر در کونسکا در نزدیکی ژیلینا گرفته شده

دنباله‌دار یک گلولهٔ برفی کیهانی است که از گازهای منجمد، سنگ و گرد و غبار ساخته‌شده با قطری از چند کیلومتر تا چند صد کیلومتر، معمولاً به اندازهٔ یک شهر کوچک است. ساختار دنباله‌دار شامل سه بخش هسته، گیسو و دم است. هسته بخش مرکزی آن است و از گرد و غبار و گاز و یخ ساخته شده است. وقتی که دنباله‌دار نزدیک خورشید می‌شود، یخ‌های موجود در هستهٔ آن تبخیر می‌شود و تبدیل به ابر بزرگی پیرامون دنباله‌دار می‌شود که گیسو نام دارد. نیروی مغناطیسی بسیار قوی است و طناب‌ها، گره‌ها و نوارهایی تولید می‌کند که دم یونی را از دم گرد و غباری جدا می‌کند.
سرچشمه و منشأ دنباله‌دارها، ابر اورت یا کمربند کویپر است. دنباله‌دارها، غیر دوره‌ای و دوره‌ای هستند که غیر دوره‌ای‌ها گرانش محدود به خورشید ندارند و مدار آن‌ها به شکل سهمی است. دنباله‌دارهای دوره‌ای نیز شامل دنباله‌دارهای بلند مدت (بسیار بیشتر از ۲۰۰ سال) و کوتاه مدت (۲۰ تا ۲۰۰ سال) است. در نام‌گذاری دنباله‌دارها، از نام کاشفان آن‌ها «یک شخص یا فضاپیما» استفاده می‌شود. اتحادیهٔ بین‌المللی اخترشناسی رهنمودی برای نام‌گذاری دنباله‌دارها مشخص کرده است.
دنباله‌دارها تفاوت‌هایی با دیگر اجرام منظومهٔ خورشیدی از جمله سیارکها، شهاب‌وارها، شهابها و شهاب‌سنگها دارند که مهم‌ترین آن‌ها چیزی است که آن‌ها از آن ساخته شده‌اند. برای نمونه، سیارک‌ها از فلزات و مواد سنگی و دنباله‌دارها از یخ، گرد و غبار و مواد سنگی ساخته شده‌اند. دنباله‌دارها انواع قابل‌توجهی مانند دنباله‌دار بزرگ و مسیر خورشیدی دارند. دنباله‌دارهای بزرگ آن‌قدر بزرگ نیستند که با چشم غیرمسلح دیده شوند؛ با این حال وقتی به خورشید نزدیک می‌شوند، سطوح یخی آن‌ها تبخیر می‌شود و مقدار زیادی از گاز و گرد و غبار آن‌ها فرار می‌کند و جو و دم‌های بسیار بزرگی شکل می‌گیرد که دیدنی و قابل توجه است. این دنباله‌دارها، دنباله‌دارهای بزرگ نامیده می‌شوند. دنباله‌دار مسیر خورشیدی نیز طبقهٔ ویژه‌ای از دنباله‌دارهاست که به هنگام حضیض خود، فاصلهٔ بسیار (حدود ۸۵۰٬۰۰۰ مایل) از خورشید دارند.

## پیشینهٔ مطالعه

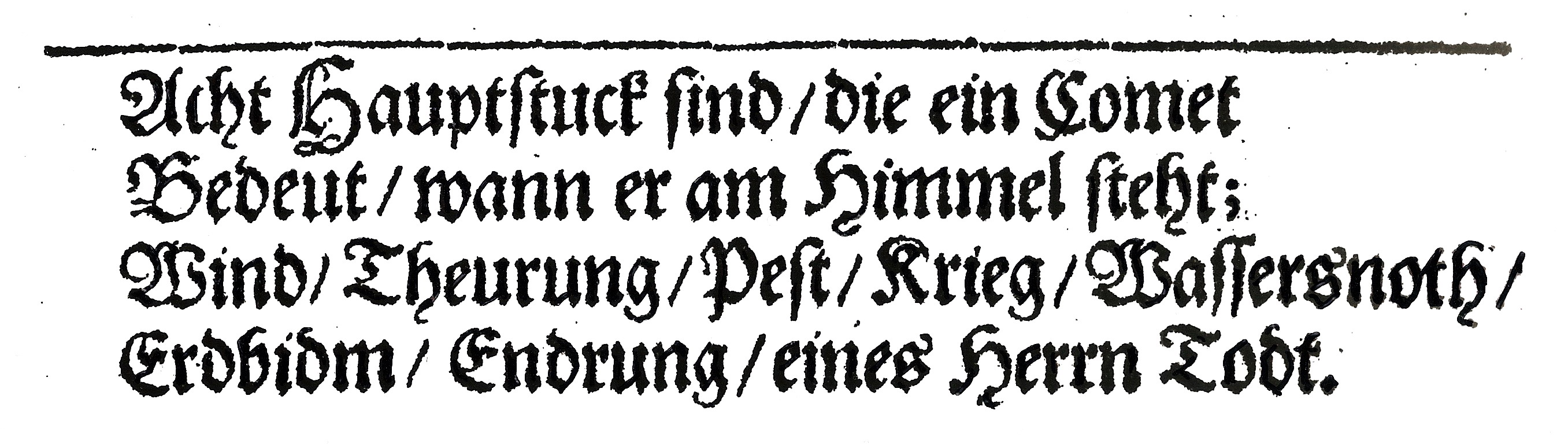
متنی به زبان آلمانی دربارهٔ اثرات یک دنباله‌دار در سدهٔ هفدهم میلادی

در زمان‌های گذشته، دنباله‌دارها به عنوان پیشگویان فاجعه‌ها و پیامبران خدا در نظر گرفته می‌شدند. در سال ۱۰۸۰–۱۰۷۰ میلادی، دنباله‌دار هالی در فرشینه بایو (که تاریخچهٔ نبرد هیستینگز را به تصویر می‌کشد) به تصویر کشیده‌شد. در سال ۱۴۵۰–۱۴۴۹، ستاره‌شناسان نخستین تلاش‌ها برای ثبت مسیر دنباله‌دارها در آسمان شب را انجام‌دادند. در سال ۱۷۰۵، ادموند هالی تشخیص داد که دنباله‌دارهایی که در سال ۱۵۳۱، ۱۶۰۷ و ۱۶۸۲ دیده شده است، در واقع یک دنباله‌دار است و پیش‌بینی کرد که دوباره در سال ۱۷۵۸ دیده خواهد شد. از آن پس این دنباله‌دار، دنباله‌دار هالی نام گرفت. در سال ۱۹۹۴، در نخستین مشاهدهٔ برخورد سیاره و دنباله‌دار، دانشمندان از تماشای برخورد دنبالهٔ دار شومیکر-لوی ۹ با جو مشتری شگفت‌زده شدند. در سال ۲۰۰۴، فضاپیمای استارداست نمونه‌های گرد و غبار از دنباله‌دار ویلد ۲ جمع‌آوری کرد. در سال ۲۰۰۵، فضاپیمای برخورد ژرف با دنباله‌دار تمپل ۱ برخورد کرد تا درون هستهٔ آن را آشکار کند.

## سرچشمه و منشأ

فاصلهٔ احتمالی ابر اورت از منظومهٔ خورشیدی

تئوری ریاضی نشان می‌دهد که ممکن است که بسیاری از دنباله‌دارها از مناطق بسیار دور (حدود ۱۰۰٬۰۰۰ واحد نجومی) در منظومهٔ خورشیدی سرچشمه بگیرند. هر یک واحد نجومی به اندازهٔ فاصلهٔ میان زمین و خورشید و حدود ۱۰۰٬۰۰۰٬۰۰۰ مایل است. فاصلهٔ سیارهٔ بهرام از خورشید ۱/۵، سیارهٔ برجیس از خورشید ۵ و پلوتو از خورشید ۳۹ واحد نجومی است؛ بنابراین، دنباله‌دارها از مناطق بسیار دور سرچشمه می‌گیرند. دنباله‌دارها از تمام جهات به سوی منظومهٔ خورشیدی می‌آیند؛ بنابراین جایی که آن‌ها از آن سرچشمه می‌گیرند، باید منطقه‌ای غول‌پیکر در پیرامون منظومهٔ خورشیدی باشند. اما برخی از آن‌ها از منطقه‌ای نزدیک‌تر به نام کمربند کویپر سرچشمه می‌گیرند.

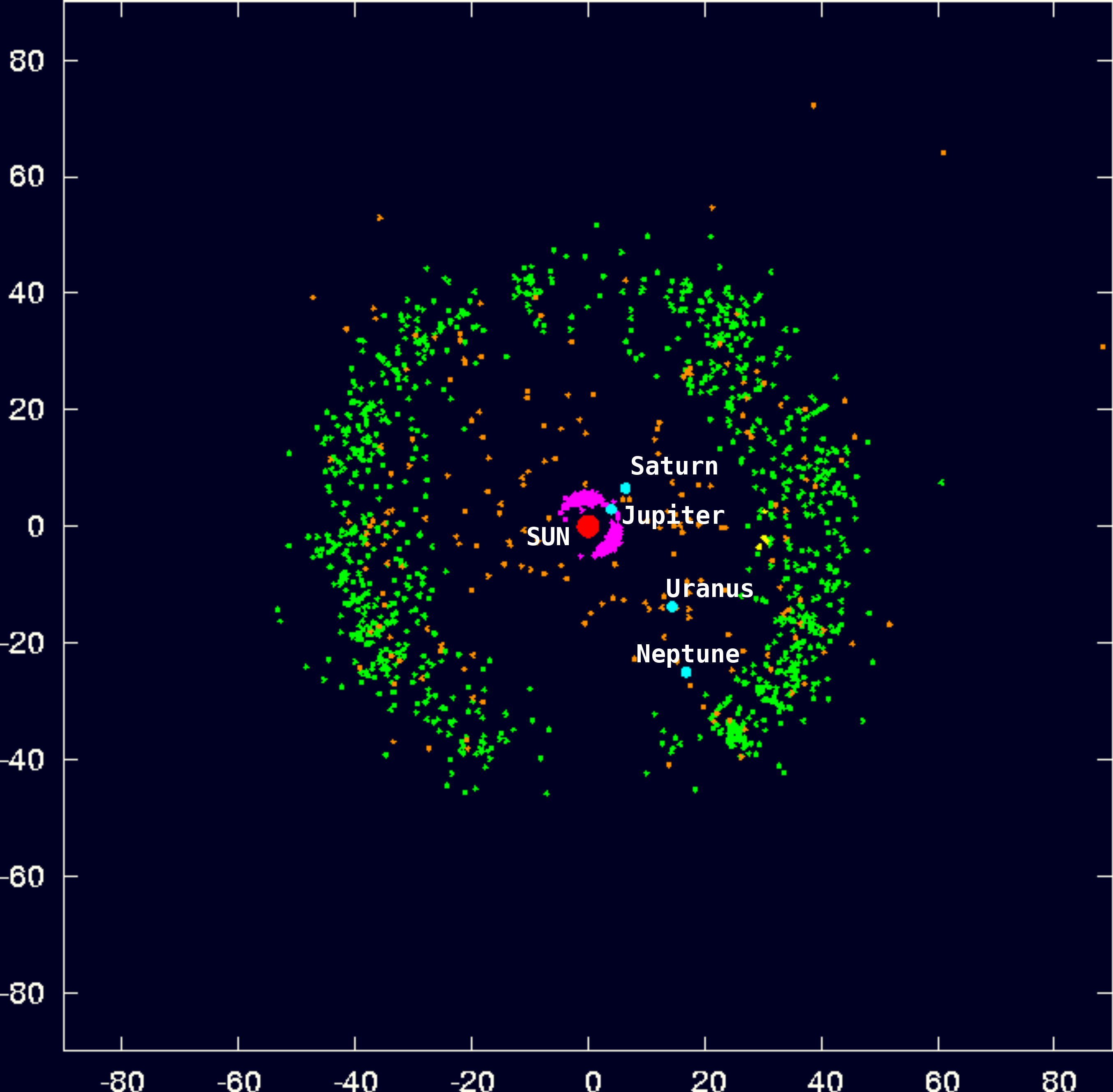
پراکندگی اجسام کمربند کویپر (اجسام سبز رنگ) در منظومهٔ خورشیدی

در سال ۱۹۴۳، ستاره‌شناسی به نام کنت اجورس گفت که مخزنی برای دنباله‌دارها و اجسام بزرگ‌تر، فراتر از سیارات وجود دارد. در سال ۱۹۵۰، ستاره‌شناسی هلندی به نام یان اورت گفت که دنباله‌دارها از جایی بسیار دور در پیرامون منظومهٔ خورشیدی می‌آیند. او نام این منطقه را ابر اورت گذاشت که اشیاء انبوهی در این ابر غول‌پیکر وجود دارند. ابر اورت فضایی به اندازهٔ ۱۰۰٬۰۰۰–۵٬۰۰۰ واحد نجومی را اشغال می‌کند و در منطقه‌ای از فضا قرار دارد که تأثیر گرانش خورشید بر آن ضعیف‌تر از تأثیر گرانش ستارههای مجاور بر آن است. ابر اورت احتمالاً دارای ۱۰۰ میلیارد تا ۲ تریلیون جسم یخی در مدار خورشیدی است.
در سال ۱۹۵۱، ستاره‌شناسی به نام جرارد کویپر نظریه‌ای ارائه داد که یک کمربند دیسک مانند در حوزهٔ پلوتو وجود دارد که در آن اجرام یخی فرانپتونی و اجتماعی از دنباله‌دارها وجود دارد. گاهی از اوقات این اجرام یخی توسط گرانش به مداری پیرامون خورشید هل داده می‌شوند و تبدیل به دنباله‌دارهای با تناوب مداری کوتاه می‌شوند.
اگرچه شمار کمی از دنباله‌دارها از کمربند کویپر می‌آیند، اما بسیاری از آن‌ها از ابر اورت سرچشمه می‌گیرند. وقتی که ستارگان در حال گذر در فضا هستند، به برخی از اشیاء ابر اورت که خارج از مدارهای خود هستند، برخورد می‌کنند و دنباله‌دارها ساخته می‌شوند. بیشتر دنباله‌دارهای با تناوب مداری کوتاه از کمربند کویپر و با تناوب مداری بلند از ابر اورت سرچشمه می‌گیرند؛ هر چند که چند مورد استثنا برای این قاعده وجود دارد. برای نمونه، دنباله‌دار هالی تناوب مداری کوتاهی دارد و از ابر اورت سرچشمه گرفته است.

## بررسی اجمالی

### ویژگی‌ها

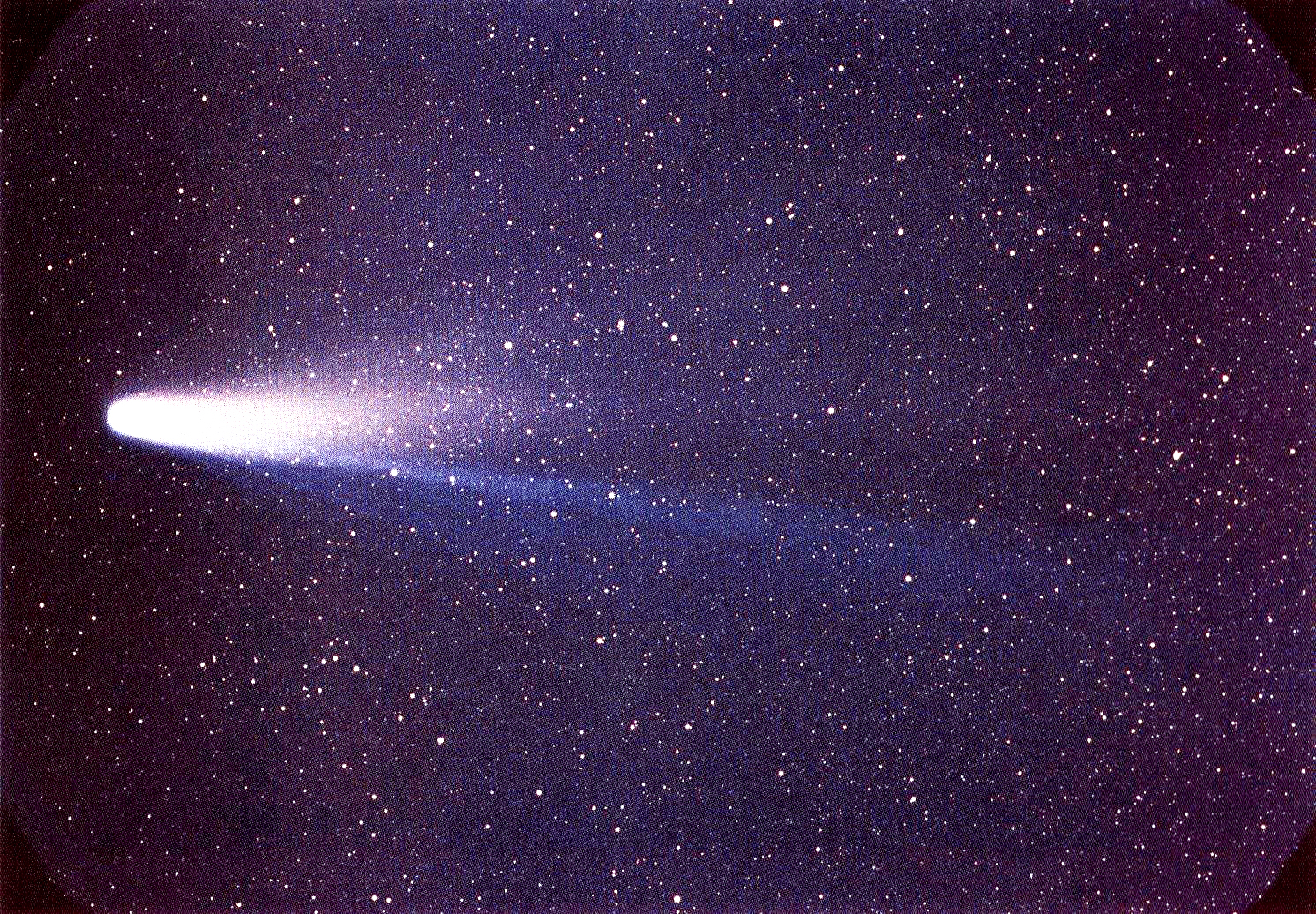
دنباله‌دار هالی استثنایی است و بر خلاف این که دورهٔ مداری کوتاهی دارد، از ابر اورت سرچشمه گرفته است.

دنباله‌دارها، غیر دوره‌ای و دوره‌ای هستند. دنباله‌دارهای غیر دوره‌ای که از ابر اورت می‌آیند، گرانش محدود به خورشید ندارند و مدار آن‌ها به شکل سهمی است و تنها یک بار خورشید را می‌بینند و هرگز دوباره بازنمی‌گردند. دنباله‌دارهای دوره‌ای نیز شامل دنباله‌دارهای بلند مدت (بسیار بیشتر از ۲۰۰ سال) و کوتاه مدت است که به ترتیب از ابر اورت و کمربند کویپر سرچشمه می‌گیرند.
ویژگی‌ها و رفتار دنباله‌دارهایی که از ابر اورت ۰ تا ۲۰۰ سال) هستند و ویژگی‌های مداری آن‌ها نیز متفاوت است. دو خانوادهٔ بزرگ از دنباله‌دارهای کوتاه مدت وجود دارد: نخست خانوادهٔ برجیس با دورهٔ کمتر از ۲۰ سال و دوم خانوادهٔ هالی با دورهٔ ۲۰ تا ۲۰۰ سال.
تفاوت‌های دینامیکی این دو گروه ناشی از تأثیر اجسام دیگر است. اجسام ابر اورت توسط رویدادهایی که فراتر از منظومهٔ خورشیدی رخ می‌دهد، آشفته می‌شوند. اما دنباله‌دارهای کمربند کویپر به‌طور مستقیم توسط هیچ ستاره‌ای به جز خورشید نمی‌توانند آشفته شوند. اگر خورشید از کنار ستارهٔ دیگری (یا یک ابر بزرگ مولکولی) بگذرد، دنباله‌دارها در مداری بیضی‌شکل و به سمت منظومهٔ خورشیدی به گردش در می‌آیند. اما سیارهٔ نپتون که بسیار نزدیک به کمربند کویپر است، نقش مهمی در ثبات مدار اجسام کمربند یا برعکس هل دادن اجسام به دورتر از مدار پیشین خود دارند.
ترکیبات شیمیایی دنباله‌دارهای بلند مدت و کوتاه مدت مشابه است، اگرچه ترکیبات سازندهٔ دنباله‌دارهای بلند مدت تمایل بیشتری به فرار دارند. دلیل این تفاوت می‌تواند سرچشمه‌گیری از ابر اورت یا کمربند کویپر باشد. در واقع در طول شکل‌گیری منظومهٔ خورشیدی، اجسام کوچک در بخش‌های درونی دیسک و در نزدیکی سیارات غول‌پیکر ساخته‌شدند. سپس این اجسام توسط نیروهای گرانشی از منظومهٔ خورشیدی خارج شدند و آن اجسامی که به‌طور کامل فرار کردند، ابر اورت را تشکیل دادند. آن دسته از اجسامی که نتوانستند فرار کنند و هیچ تعامل گرانشی با سیارات نداشتند، به عنوان اجسام کمربند کویپر باقی‌ماندند.

### نام‌گذاری

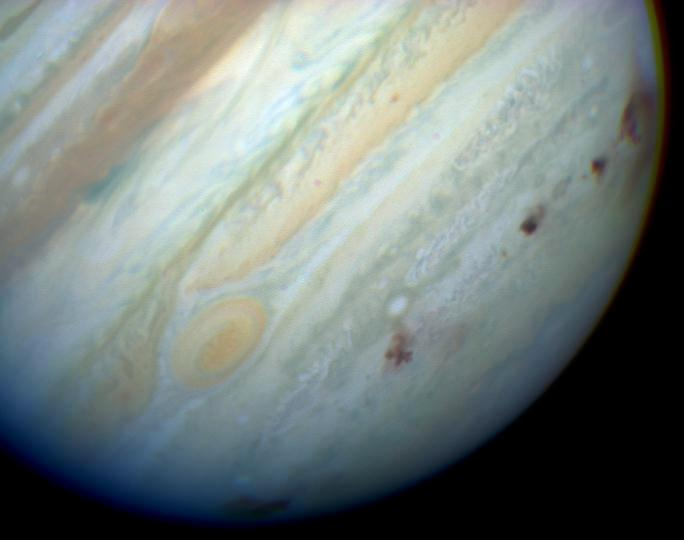
لکه‌های قهوه‌ای بر روی سیارهٔ برجیس، مکان برخورد دنباله‌دار شومیکر-لوی ۹ به جو برجیس است.

نام‌گذاری دنباله‌دارها پیچیده است و نام آن‌ها از روی کاشفشان –یک شخص یا فضاپیما– برگرفته می‌شود. برای نمونه، دنباله‌دار شومیکر-لوی ۹ نهمین دنباله‌داری بود که توسط یوجین مرل و کارولین شومیکر و دیوید لوی کشف شده است. این رهنمود توسط اتحادیهٔ بین‌المللی اخترشناسی تنها در سدهٔ گذشته ایجاد شده است. از آن‌جا که فضاپیماها در نقطه بینی دنباله‌دارها بسیار مؤثر است، دنباله‌دارها در نام‌های خود نام فضاپیماهایی همچون سوهو و وایز را دارند.
اتحادیهٔ بین‌المللی اخترشناسی روشی را برای نام‌گذاری دنباله‌دارها برگزیده است. این نام‌گذاری چهار مرحله دارد:
۱. ابتدا باید یکی از پیشوندهای زیر را برای اشاره به نوع دنباله‌دارها مشخص کرد. این پیشوندها عبارتند از:
- پیشوند پی (P): پیشوند دنباله‌دارهای دوره‌ای است.
- پیشوند سی (C): پیشوند دنباله‌دارهای غیر دوره‌ای است.
- پیشوند اکس (X): پیشوند دنباله‌دارهایی است که نمی‌توان مدار معنی‌داری برای آن محاسبه کرد.
- پیشوند دی (D): پیشوند دنباله‌دارهایی است که دیگر وجود ندارند یا پنداشته می‌شود که ناپیداست.

1. سپس سال کشف دنباله‌دار را می‌نویسند.
2. در این مرحله، حرف بزرگ A یا B را برای فهمیدن این که دنباله‌دار در نیمهٔ نخست ماه کشف شده است یا نیمهٔ دوم ماه، می‌نویسند. حرف بزرگ A را برای اشاره به نیمهٔ نخست ماه و حرف بزرگ B را برای اشاره به نیمهٔ دوم ماه می‌نویسند.
3. در این مرحله، عددی می‌نویسند که نشان‌دهندهٔ چندمین جسمی است که در آن سال و آن نیمهٔ ماه کشف شده است.

برای نمونه، P/2013 B۳ سومین دنباله‌دار کشف‌شده در نیمهٔ دوم ژانویهٔ ۲۰۱۳ است. وقتی که یک دنباله‌دار برای دومین بار آشکار و مشاهده می‌شود، مرکز ریزسیارهٔ اتحادیهٔ بین‌المللی اخترشناسی (MPC) یک شمارهٔ دائمی برای کشف آن می‌دهد. در این حالت، ابتدای نام دنباله‌دار، نام دو کاشف آن (نام خانوادگی فرد یا یک واژه یا مخفف گروه اخترشناسی) را می‌نویسند. نام‌ها به ترتیب زمانی پدیدار می‌شوند و نام کاشفان و ترتیب زمانی با یک ممیز از یک‌دیگر جدا می‌شوند. اما در برخی موارد نادر، نام دنباله‌دار می‌تواند شامل نام سه کاشف یا عمومی باشد. نمونه‌هایی از نام‌های کامل این دنباله‌دارها عبارتند از: ۱۱۹پی/پارکر–هارتلی و سی۱۹۹۵/اُ۱ (دنباله‌دار هیل–باپ).

### مأموریت‌ها
فهرست زیر، مأموریت‌هایی است که برای بررسی دنباله‌دارها انجام گرفته است:
| فضاپیما                            | تاریخ پرتاب    | شرح عملیات                                                                                       |
| ---------------------------------- | -------------- | ------------------------------------------------------------------------------------------------ |
| پایونیر ۷                          | ۱۷ اوت ۱۹۶۶    | در ۲۰ مارس ۱۹۸۶ رصدهایی از دنباله‌دار هالی انجام داد.                                             |
| پایونیر ونوس ۱                     | ۲۰ مارس ۱۹۷۸   | در ۴ دسامبر ۱۹۷۸ وارد مدار ناهید شد.                                                             |
| ماهوارهٔ دنباله‌داری بین‌المللی       | ۱۰ اوت ۱۹۷۸    | در مارس ۱۹۸۶ رصدهایی از دنباله‌دار هالی انجام داد.                                                |
| ویگا ۱                             | ۱۵ دسامبر ۱۹۸۴ | در سال ۱۹۸۶ دنباله‌دار هالی را مشاهده کرد.                                                        |
| ویگا ۲                             | ۲۱ دسامبر ۱۹۸۴ | کنارگذر با دنباله‌دار هالی از ۷ تا ۱۱ مارس ۱۹۸۶.                                                  |
| فضاپیمای ساکیگیک                   | ۷ ژانویهٔ ۱۹۸۵  | کنارگذر با دنباله‌دار هالی در ۱۱ مارس ۱۹۸۶.                                                       |
| فضاپیمای جیوتو                     | ۲ ژوئیهٔ ۱۹۸۵   | کنارگذر با دنباله‌دار هالی در ۱۴ مارس ۱۹۸۶ و دنباله‌دار گریک-اسکجلرپ در ۱۰ ژوئیهٔ ۱۹۹۲.             |
| فضاپیمای سوزی                      | ۱۸ اوت ۱۹۸۵    | کنارگذر با دنباله‌دار هالی در ۸ مارس ۱۹۸۶.                                                        |
| فضاپیمای گالیله                    | ۱۸ اکتبر ۱۹۸۹  | در ژوئیهٔ ۱۹۹۴ مشاهداتی از برخورد دنباله‌دار شومیکر-لوی ۹ به دست آورد.                             |
| کاوشگر فضایی اولیس                 | ۶ اکتبر ۱۹۹۰   | کنارگذر با دنباله‌دار هایاکوتاکه در ۱ مه ۱۹۹۶.                                                    |
| فضاپیمای دیپ اسپیس ۱               | ۲۴ اکتبر ۱۹۹۸  | توسط دانشمندان به نزدیک یک دنباله‌دار برای دیدن هسته و ساختار آن فرستاده‌شد.                       |
| فضاپیمای استارداست                 | ۷ فوریهٔ ۱۹۹۹   | کنارگذر با دنباله‌دار ویلد ۲ در ۲ ژانویهٔ ۲۰۰۴ و دنباله‌دار تمپل ۱ در ۱۴ فوریهٔ ۲۰۱۱.                |
| مأموریت فضایی کانتور               | ۳ ژوئیهٔ ۲۰۰۲   | برای بررسی دنباله‌دارهای آنکه و ۷۳پی شواسمن-وخمن ساخته‌شد.                                         |
| مأموریت فضایی برخورد ژرف           | ۱۲ ژانویهٔ ۲۰۰۵ | در ۴ ژوئیهٔ ۲۰۰۵ به تمپل ۱ برخورد کرد و سپس فعال‌شد و کنارگذر با ۱۰۰/پی هارتلی ۱ در ۴ نوامبر ۲۰۱۰. |
| کاوشگر نقشه‌بردار فروسرخ میدان وسیع | ۱۴ دسامبر ۲۰۰۹ | بیش از ۲/۷ میلیون نگاره از کهکشانهای دوردست، سیارک‌ها و دنباله‌دارهای نزدیک زمین گرفته است.        |
| مأموریت سوهو                       | ۲ دسامبر ۱۹۹۵  | از ۲۷ تا ۳۰ نوامبر ۲۰۱۳ دنباله‌دار سی/۲۰۱۲ اس۱ را خواهد دید.                                      |
| فضاپیمای رزتا                      | ۲ مارس ۲۰۰۴    | کتارگذر با دنباله‌دار شوریکو-جریشمنکو در مه ۲۰۱۴.                                                 |

## ساختار

### هسته

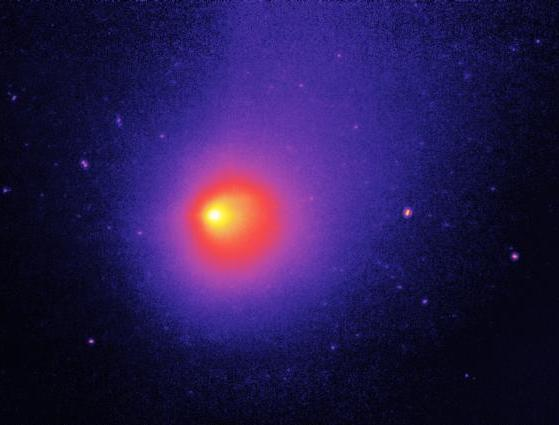
قطر دنباله‌دار ۲۹پی/شواسمن-واچمن احتمالاً حدود ۲۰ کیلومتر است. (نگاره‌ای با رنگ‌های کاذب و دروغین از تلسکوپ فضایی اسپیتزر)

هسته یا قلب دنباله‌دار تکه‌های جامدی در مرکز گیسوی آن و مانند یک گلولهٔ برفی ناپاک است که از یخ ساخته شده است. هسته که بخش مرکزی دنباله‌دار است، مخزن گرد و غبار و گازهای منجمد است. هستهٔ دنباله‌دار اسفنجی شکل است و درون آن شمار بسیار چاله و حفره وجود دارد. هنوز هیچ‌کسی نمی‌داند که هسته دارای حفره‌های کم و بزرگ یا حفره‌های بسیار و کوچک است. اگر شمار کمی حفرهٔ بزرگ بر روی هسته وجود داشته‌باشد، یعنی این که این دنباله‌دار از سنگ‌های یخی ناپاک ساخته‌شده و اگر شمار بسیاری حفرهٔ کوچک بر روی آن وجود داشته‌باشد، یعنی این که این دنباله‌دار از گلوله‌های یخی ناپاک ساخته شده است.
هسته از نوع خاصی از گرد و غبار به نام «کرکی» ساخته شده است، چون کرکی می‌تواند سبک‌وزن و پر از سوراخ مانند اسفنج باشد. درون سوراخ‌ها از یخ آب مانند، کربن دی‌اکسید (یخ خشک) و کربن مونوکسید (که از خودروها خارج می‌شود) ساخته شده است. لایه‌های بالایی هسته از گرد و غبار ساخته شده است. گرد و غبار غیر فرار متشکل از برخی کانیهای سیلیکات و غنی از کربن، هیدروژن، اکسیژن و نیتروژن است. در هسته، نسبت جرم فرار به جرم غیر فرار نزدیک به یک است.
مشاهدات هستهٔ دنباله‌دارهای هیل-باپ و کوهوتک به دانشمندان ایده‌های تازه دربارهٔ ترکیب و تکامل دنباله‌دارها داده است. اما هنوز دانشمندان نمی‌دانند که آیا هستهٔ دنباله‌دارها مانند بخش‌های جامد زمین، سخت یا مانند یک گلولهٔ برفی، نرم است. کاوشگر فضایی رزتا برای یافتن میزان سختی دنباله‌دارها امیدوارکننده است. وقتی که دنباله‌دار به خورشید نزدیک می‌شود، شروع به تبخیر می‌کند و یک گیسو و یک دم دیدنی و جذاب پدید می‌آید. این تبخیر تنها در جاهای خاص هسته روی می‌دهد که «جت» نامیده می‌شود. دنباله‌دار هالی هنگامی که در سال ۱۹۸۶ به خورشید نزدیک می‌شد، بر روی سطح خود سه جت داشت.
اندازهٔ هسته معمولاً ناشناخته است، زیرا اندازه‌گیری آن دشوار است، اما اندازه‌گیری قابل اطمینانی از ۱۰ هستهٔ دنباله‌دار به عمل آمده است. بسیاری از این هسته‌ها دارای قطرهای چند کیلومتر تا ۱۰ تا ۲۰ کیلومتر هستند. برای نمونه، هستهٔ ۲۹پی/شواسمن-واچمن احتمالاً حدود ۲۰ کیلومتر و قطر دنباله‌دار هیل-باپ احتمالاً ۴۰ کیلومتر است. البته موارد خاصی مانند دنباله‌دار هالی و ۱۹پی/بورلی دارای هسته‌ای سیب‌زمینی‌شکل هستند.

### گیسو

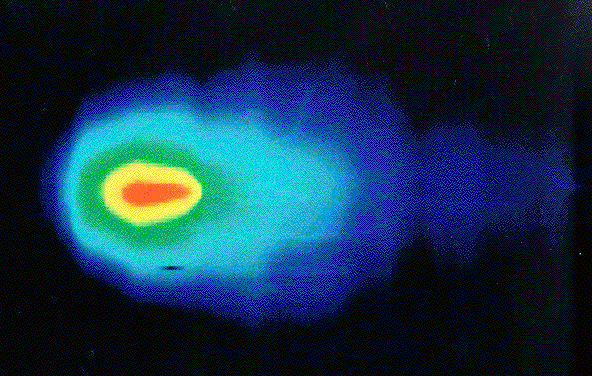
ابر پیرامون دنباله‌دار سی/۱۹۸۳ اچ۱، گیسوی آن است.

وقتی که یخ‌های موجود در هستهٔ دنباله‌دار تبخیر می‌شود، تبدیل به یک ابر بزرگ پیرامون بخش مرکزی دنباله‌دار می‌شود و به سرعت گسترش می‌یابد. این ابر که گیسو نامیده می‌شود، جو دنباله‌دار است و می‌تواند تا میلیون‌ها مایل گسترش یابد. این ابر بسیار نازک و باریک و ۱۰٬۰۰۰ بار نازک‌تر و باریک‌تر از یک ابر در جو زمین است. هنگامی که دنباله‌دار در حضیض خود است، گیسوی آن معمولاً حدود ۱۰۰٬۰۰۰ کیلومتر و توسط باد خورشیدی مانند یک قطرهٔ اشک درآمده است. گیسوی دنباله‌دارها دارای دو جزء اصلی است:
۱. گیسوی گازی: متشکل از مولکولهای آزادشده از هسته توسط گرمایش خورشیدی و تصعید است. هنگامی که هستهٔ دنباله‌دار آشکار است، مولکول‌های گیسوی آن در معرض تابش مستقیم خورشید قرار می‌گیرند و می‌توانند به شیوه‌های مختلف آسیب ببینند. سپس بیشتر مولکول‌ها از هم جدا و از هسته خارج می‌شوند. برای نمونه:
H + HO → فشار قوی + H۲O
H + O → فشار قوی + OH
در واکنش‌های بالا، مولکول آزادشده از هسته یک فوتون جذب می‌کند و به دو قطعه شکسته می‌شود. علاوه بر این، گونه‌های گازی دنباله‌دارها می‌توانند یونیزه شوند. مانند واکنش زیر:
CO+ → فشار قوی + CO
۲. گیسوی گرد و غباری: متشکل از ذرات گرد و غبار کشانده‌شده از هسته است. ذرات گرد و غبار دنباله‌دارها در همهٔ اندازه‌ها یافت می‌شوند و قابل رؤیت‌ترین آن‌ها قطری حدود ۱ میکرون (۰/۰۰۱ میلی‌متر) دارد.

### دم

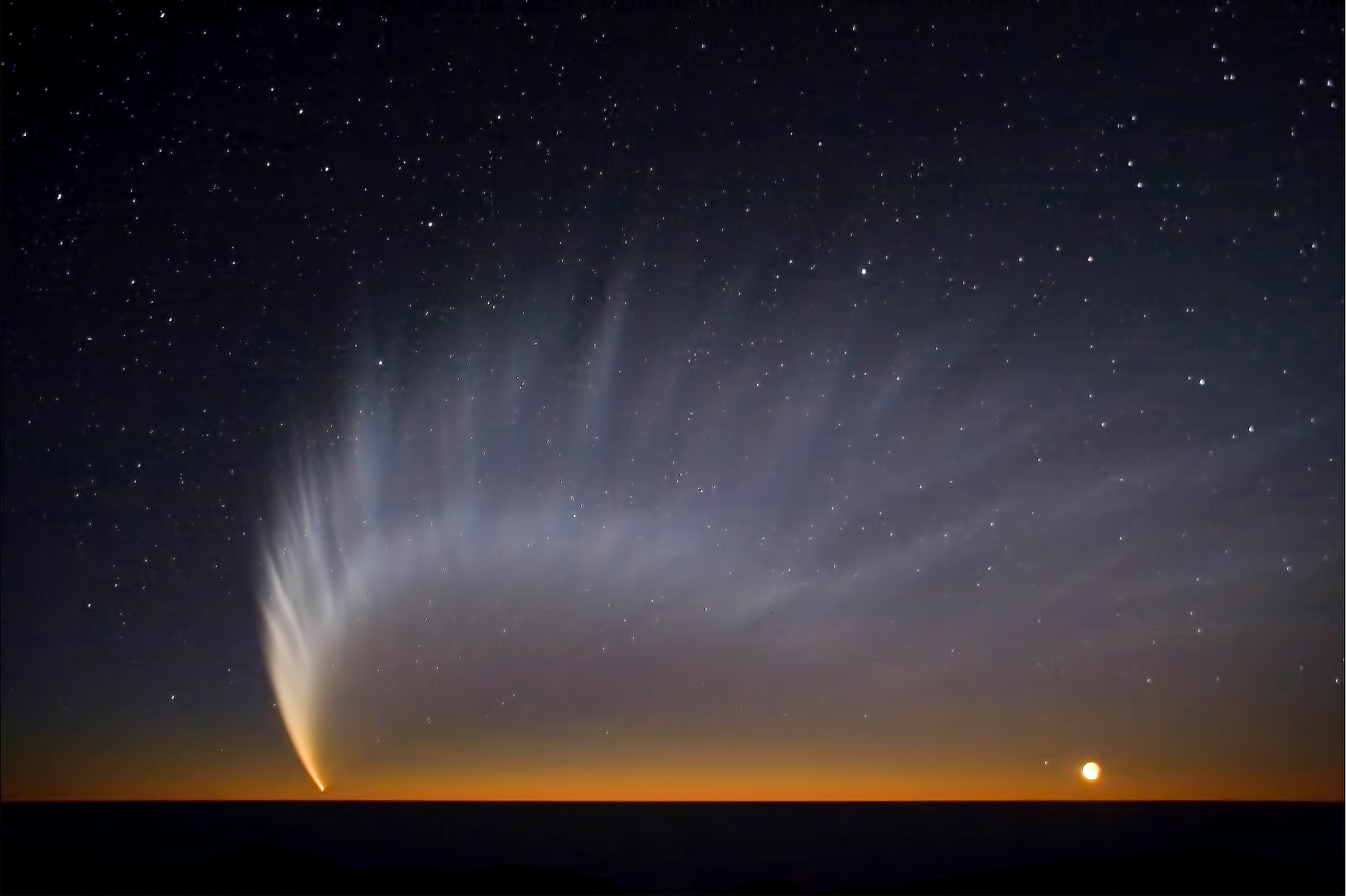
دم دنباله‌دار سی/۲۰۰۶ پی۱ بسیار بلند و کشیده است.

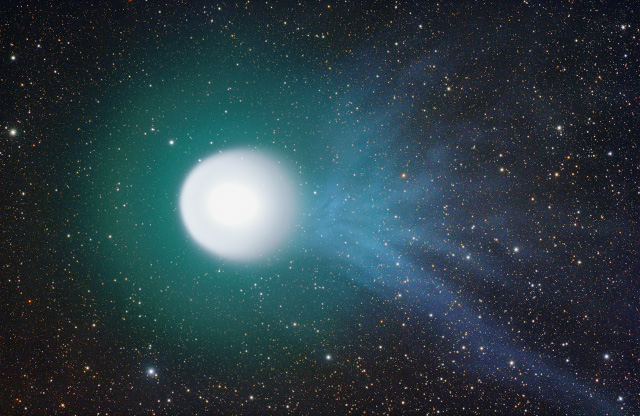
دم یونی آبی رنگ دنباله‌دار ۱۷پی هولمز در سمت راست آن دیده می‌شود.

به‌طور کلی، دنباله‌دارها دارای دو نوع دم هستند:
۱. دم یونی: گازهای خنثی در گیسوی دنباله‌دار می‌توانند توسط فوتونهای فرابنفش خورشیدی یونیزه شوند. مانند واکنش زیر:
CO+ → فشار قوی + CO
میدان مغناطیسی ستاره‌ای خورشید توسط بادهای خورشیدی جابه‌جا می‌شود و همچنین یونها نیز به نیروهای مغناطیسی حساسند. در نتیجه، یون‌ها از گیسو پاک‌سازی می‌شوند و درون یک دم یونی بلند می‌روند. از آن‌جا که CO+ شایع‌ترین یون است، نور آبی بهتر از نور قرمز پراکنده می‌شود و دم یونی به چشم انسان اغلب آبی رنگ به نظر می‌رسد. همچنین، نیروی مغناطیسی بسیار قوی است و طناب‌ها، گره‌ها و نوارهایی تولید می‌کند که دم یونی را از دم گرد و غباری جدا می‌کند.
۲. دم گرد و غباری: متشکل از ذرات گرد و غبار رانده‌شده از گیسو توسط فشار ناشی از تابش خورشیدی است. در مقایسه با دم یونی، دم گرد و غباری به نظر می‌رسد که سفید رنگ یا کمی صورتی رنگ باشد. ذرات گرد و غبار دم دنباله‌دارهایی که به صورت جداگانه در مداری پیرامون خورشید هستند، به دلیل اثر فشار تابشی، گرانش آن‌ها به خورشید کمتر از گرانش آن‌ها به هسته است. این موجب می‌شود که دم گرد و غباری خمیده و منحنی باشد.

## دنباله‌دارهای قابل‌توجه

### دنباله‌دارهای بزرگ

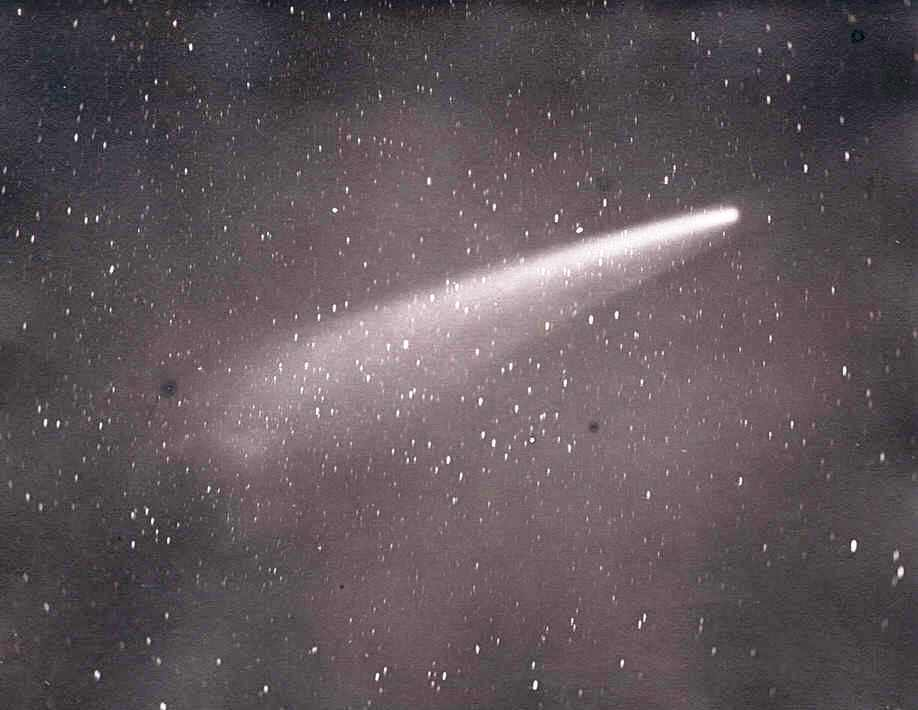
نگاره‌ای از دنباله‌دار بزرگ ۱۸۸۲ که در کیپ‌تاون، آفریقای جنوبی گرفته شده است.

شمار کمی از دنباله‌دارها که دیدنی و قابل‌توجه و چشمگیر هستند، با عنوان «دنباله‌دارهای بزرگ» شناخته می‌شوند؛ فقط باید مجموعه‌ای از شرایط رخ‌دهد. این دنباله‌دارها آن‌قدر بزرگ نیستند که با چشم غیرمسلح دیده شوند؛ با این حال وقتی به خورشید نزدیک می‌شوند، سطوح یخی آن‌ها تبخیر می‌شود و مقدار زیادی از گاز و گرد و غبار آن‌ها فرار می‌کند و جو و دم‌های بسیار بزرگی شکل می‌گیرد که دیدنی و قابل‌توجه است. اگر این شرایط رخ‌دهد، دنباله‌دار تبدیل به یک دنباله‌دار بزرگ خواهد شد. علاوه بر این، اگر دنباله‌دار نزدیک زمین شود و دم آن به آسانی دیده شود، عنوان دنباله‌دار بزرگ را به خود می‌گیرد. در هر دو مورد، دنباله‌دار بزرگ باید در آسمان تاریک دیده شود. در ژوئیهٔ سال ۸۷ پیش از میلاد، نخستین دنباله‌دار بزرگ که دنباله‌دار هالی بود، در آسمان دیده‌شد.

### دنباله‌دار مسیر خورشیدی
دنباله‌دار مسیر خورشیدی طبقهٔ ویژه‌ای از دنباله‌دارهاست که به هنگام حضیض خود، فاصلهٔ بسیار کمی (حدود ۸۵۰٬۰۰۰ مایل) با خورشید دارند. حتی بسیاری از آن‌ها به فاصلهٔ چند هزار مایلی خورشید نیز می‌رسند. ماندن در این فاصله از خورشید برای دنباله‌دارها بسیار دشوار است. آن‌ها در معرض تابش خورشیدی قرار می‌گیرند؛ البته فشار فیزیکی تابش خورشیدی به شکل‌گیری دم دنباله‌دارها کمک می‌کند. علاوه بر این، دنباله‌دارها در نزدیکی خورشید، نیروهای جزر و مد بسیار قوی یا فشار گرانشی را تجربه می‌کنند. در این محیط خصمانه و دشمن‌وار، بسیاری از دنباله‌دارها با این سفر پیرامون خورشید دیگر زنده نمی‌مانند و از میان می‌روند. اگرچه آن‌ها به سطح خورشید سقوط نمی‌کنند، اما خورشید می‌تواند آن‌ها را از میان ببرد. بسیاری از دنباله‌دارهای که دارای مدارهای مشابه هستند، «کروز پاس» نامیده می‌شوند و جمعی دیگر متعلق به گروهی به نام «گروه کروز» هستند. نزدیک به ۸۵ درصد دنباله‌دارها توسط دنباله‌دار سوهو در این بزرگراه مداری دیده می‌شوند. دانشمندان بر این باورند که صدها یا هزاران سال پیش، یک دنباله‌دار مسیر خورشیدی وجود داشت که فروپاشید و دنباله‌دارهای کروز پاس باقی‌ماندهٔ آن‌ها هستند. در ۲۸ نوامبر ۲۰۱۳، سی/۲۰۱۲ اس۱ به حضیض خود (۷۳۰٬۰۰۰ مایل فاصله از خورشید) خواهد رسید. مدار این دنباله‌دار نشان می‌دهد که می‌تواند با این حرکت از منظومهٔ خورشیدی فرار کند.

## موضوعات مرتبط

### تفکیک از اجرام آسمانی دیگر

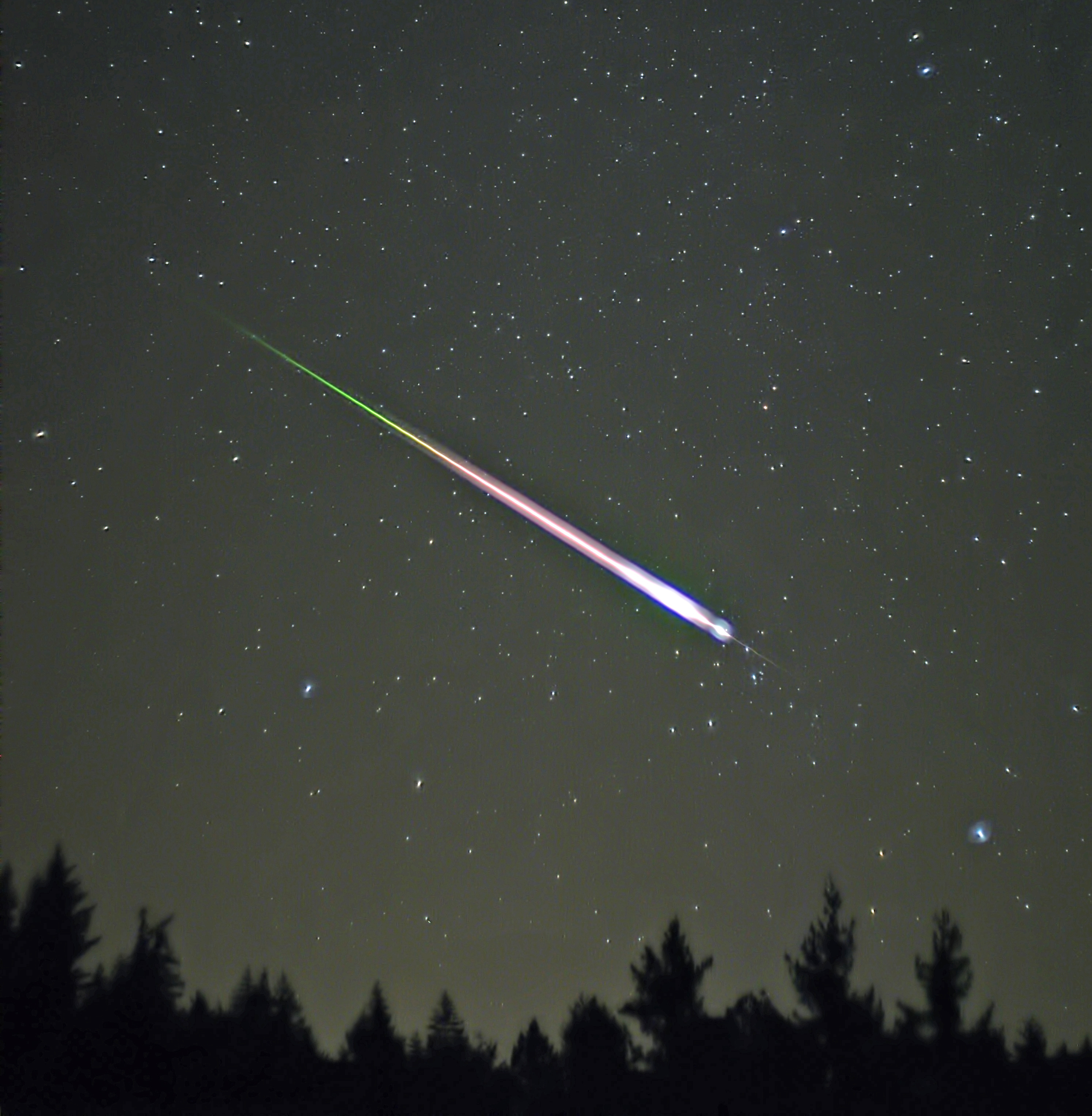
یک بارش شهابی اسدی در سال ۲۰۰۹

تفاوت اصلی میان دنباله‌دارها و سیارک‌ها چیزی است که آن‌ها از آن ساخته شده است. سیارک‌ها از فلزات و مواد سنگی و دنباله‌دارها از یخ، گرد و غبار و مواد سنگی ساخته شده‌اند. هر دو جسم آسمانی حدود ۴/۵ میلیارد سال پیش در اوایل منظومهٔ خورشیدی ساخته‌شدند. سیارک‌ها نسبت به دنباله‌دارها بسیار نزدیک‌تر به خورشید هستند، جایی که برای باقی ماندن یخ به حالت جامد بسیار گرم است. اما دنباله‌دارها نسبت به سیارک‌ها دورتر از خورشید هستند، جایی که یخ در آن ذوب نمی‌شود. یکی دیگر از تفاوت‌های میان این دو جسم آسمانی این است که دنباله‌دارها دم دارند و سیارک‌ها فاقد دم هستند. از دیگر تفاوت‌های این دو شیء فضایی می‌توان به الگوهای مداری آن‌ها اشاره کرد. دنباله‌دارها به مدارهای بسیار طولانی و دراز تمایل دارند و چندین بار ۵۰٬۰۰۰ واحد نجومی از خورشید فاصله می‌گیرند. در حالی که سیارک‌ها به مدارهای کوتاه‌تر و دایره‌ای‌شکل‌تر تمایل و در کمربند سیارک‌ها وجود دارند. تعداد دو شیء فضایی از تفاوت‌های دیگر آن‌هاست. تنها ۳٬۵۷۲ دنباله‌دار تا ۲۰ ژوئن ۲۰۰۹ کشف شده است، اما میلیون‌ها سیارک وجود دارد.
بقایای کوچک‌تر از یک سیارک، شهاب‌وار نامیده می‌شود. بیشتر شهاب‌وارهایی که وارد جو زمین می‌شوند، به اندازه‌ای کوچک هستند که نمی‌توانند وارد سطح زمین شوند و تبخیر می‌شوند و در این حالت عنوان‌های مختلفی (شهاب یا شهاب‌سنگ) می‌گیرند. وقتی که شهاب‌وار وارد جو زمین می‌شود، گرم می‌شود و نور رشته‌ای مانندی از آن دیده می‌شود که شهاب نام دارد. اما گاهی شهاب‌وارها از جو زمین می‌گذرند و بر روی زمین می‌افتند که این جسمی که بر روی زمین افتاده است را شهاب‌سنگ می‌نامند.

### دنباله‌دارهای مشهور
| دنباله‌دار                  | تاریخ یا سال کشف | کاشف یا کاشفان                                   |
| -------------------------- | ---------------- | ------------------------------------------------ |
| دنباله‌دار هالی             | ۱۷۰۵             | ادموند هالی                                      |
| دنباله‌دار بزرگ ۱۷۴۴        | ۲۹ نوامبر ۱۷۷۳   | ژان-فیلیپ د شزو                                  |
| دنباله‌دار آنکه             | ۱۷۸۶             | پیر مچین                                         |
| دنباله‌دار بیلا             | ۲۷ فوریهٔ ۱۸۲۶    | بارون ویلهلم فون بیلا                            |
| دنباله‌دار دوناتی           | ۲ ژوئن ۱۸۵۸      | جیووانی باتیستا دوناتی                           |
| دنباله‌دار تمپل ۱           | ۳ آوریل ۱۸۶۷     | ویلهلم تمپل                                      |
| دنباله‌دار بزرگ ۱۸۸۲        | ۱ سپتامبر ۱۸۸۲   | گروهی از ملوانان ایتالیایی                       |
| دنباله‌دار ۱۷پی هولمز       | نوامبر ۱۸۹۲      | ادوین هولمز                                      |
| دنباله‌دار بزرگ ژانویهٔ ۱۹۱۰ | ۱۳ ژانویهٔ ۱۹۱۰   | بینندگان چندگانه                                 |
| دنباله‌دار آکیا-سکی         | ۱۸ سپتامبر ۱۹۶۵  | کیرو آکیا، سوتومیو سکی                           |
| دنباله‌دار شوریمو-جریشمنکو  | ۱۹۶۹             | کلیم ایوانویچ شوریمو، سوتلانا ایوانوفنا جریشمنکو |
| دنباله‌دار کوهوتک           | مارس ۱۹۷۳        | لوبوش کوهوتک                                     |
| دنباله‌دار ویلد ۲           | ۶ ژانویهٔ ۱۹۷۸    | پل ویلد                                          |
| دنباله‌دار شومیکر-لوی ۹     | ۲۴ مارس ۱۹۹۳     | کارولین شومیکر، یوجین شومیکر، دیوید لوی          |
| دنباله‌دار هیل-باپ          | ۲۳ ژوئیهٔ ۱۹۹۵    | آلن هیل، توماس باپ                               |

### ستارهٔ بیت‌اللحم

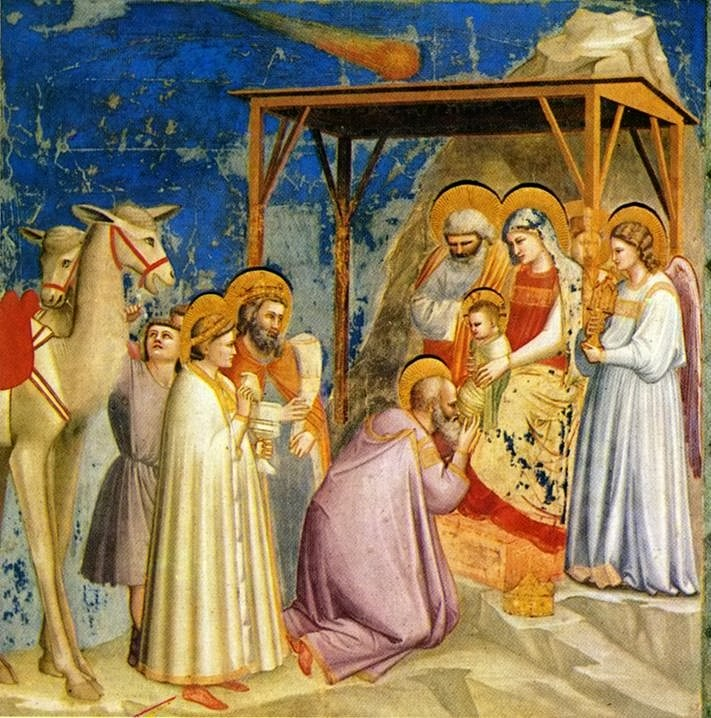
ستایش کودک توسط مغ. ستارهٔ بیت‌اللحم بالای سر کودک نشان داده شده است. این نقاشی توسط جوتو دی بوندوته کشیده شده است که او شاهد دنباله‌دار هالی در سال ۱۳۰۱ بوده است.

ستارهٔ بیت‌اللحم یک پدیدهٔ آسمانی ذکرشده در انجیل متی و راهنمای سه مغ به زادگاه عیسی مسیح است. رویدادهای طبیعی نشان می‌دهد که ستارهٔ بیت‌اللحم می‌توانسته یک ابرنواختر، دنباله‌دار (دنباله‌دار هالی در ۱۱ یا ۱۲ سال پیش از میلاد قابل مشاهده بود)، شهاب‌سنگ یا مقارنهٔ سیارهها بوده‌باشد. سال زایش مسیح نامشخص است، اما احتمالاً میان ۴ تا ۶ سال پیش از میلاد بوده است. کتاب مقدس می‌گوید که دو نفر این ستاره را دیده‌اند. آن سه مغ فرزانگانی از سرزمین پارس یا ایران و قادر به خواندن ستاره‌ها بودند.
در اوایل سدهٔ هفدهم، یوهانس کپلر گفت که بیت‌اللحم ممکن‌است که یک نواختر باشد. به گفتهٔ کالین هامفریس در «ستارهٔ بیت‌اللحم –دنباله‌داری در ۵ سال پیش از میلاد– و زادروز عیسی» در مجلهٔ انجمن سلطنتی اخترشناسی در سال ۱۹۹۱، عیسی مسیح احتمالاً در پنج سال پیش از میلاد زاده شده است. در آن زمان، یک دنباله‌دار بزرگ، جدید و با حرکت آهسته به نام «سوئی-هزینگ» ثبت شده‌بود. هامفریس بر این باور است که این دنباله‌دار همان ستارهٔ بیت‌اللحم است.

## خرافات پیرامون دنباله‌دارها
دنباله‌دارها در بسیاری از فرهنگ‌های مختلف در سراسر جهان و در طول زمان از وحشت و ترس الهام گرفته شده‌اند. آن‌ها عنوان‌هایی همچون «پیشروی حکم مجازات» و «تهدید گیتی» به خود گرفته‌اند. این اجرام همچنین به عنوان پیشگویان فاجعه‌ها و پیامبران خدا در نظر گرفته می‌شدند. در دوران باستان، دنباله‌دارها قابل‌توجه‌ترین اشیاء در آسمان شب بودند. در بسیاری از فرهنگ‌ها، دنباله‌دارها حاملان پیام‌های خدایان هستند. برای نمونه، در برخی از فرهنگ‌ها، دم دنباله‌دارها ظاهر سر یک زن با موهای بلند پشت سرش است.